# QANDA
QANDA (del inglés Q and A) es una plataforma educativa basada en inteligencia artificial (IA) desarrollada por Mathpresso Inc., una compañía de tecnología educativa con sede en Corea del Sur. La plataforma utiliza reconocimiento óptico de caracteres (ROC) para escanear problemas de matemáticas y proporcionar soluciones paso por paso.
En el año 2021 QANDA alcanzó el número 1 en el ranking de aplicaciones educativas en 20 países, incluyendo Japón, Vietnam, Indonesia y Tailandia. Además, QANDA estableció oficinas en Japón, Vietnam e Indonesia.
Desde el diciembre del 2022, QANDA resolvió más de 4700 millones de preguntas. QANDA tiene un total de 75 millones de usuarios registrados y alcanzó los 13 millones de usuarios activos mensuales (MAU) en 50 países. El 87 % de los usuarios acumulados son del extranjero, como Vietnam e Indonesia.

## Historia
Al cofundador Jongheun ‘Ray’ Lee se le ocurrió por primera vez la idea de QANDA durante su primer año en la universidad. Mientras daba clases particulares para ganar dinero, descubrió que la calidad de la educación que reciben los estudiantes depende en gran medida del lugar donde viven. Lee comprobó que los estudiantes de primaria a bachillerato preguntaban muchas veces problemas similares y de que estos problemas forman parte de un grupo de libros previamente seleccionados y usados en la mayoría de escuelas. Decidió formar un equipo con su amigo de bachillerato Yongjae ‘Jake’ Lee para construir una plataforma donde usando una aplicación, los estudiantes puedan escanear y enviar preguntas para obtener soluciones detalladas. Wonguk Jung y Hojae Jeong, amigos de la escuela de Lee, también se unieron al equipo.
En junio de 2015, se fundó Mathpresso, Inc. en Seúl, Corea del Sur.
En enero de 2016, Mathpresso lanzó ‘QANDA’. Tenía funciones de preguntas y respuestas entre estudiantes y profesores.
En octubre de 2017, QANDA introdujo una capacidad de búsqueda basada en Inteligencia Artificial que permitía a los usuarios buscar respuestas en segundos.
En junio de 2021, QANDA recaudó $50 millones en fondos de la serie C.
En noviembre de 2021, QANDA obtuvo una inversión de Google.
Desde sus inicios, obtuvo su respaldo en la financiación de la Serie C de inversores como Google, Yellowdog, GGV Capital, Goodwater Capital, KDB y SKS Private Equity con la participación de SoftBank Ventures Asia, Legend Capital, Mirae Asset Venture Investment y Smilegate Investment. La inversión total acumulada es aproximadamente de unos 122 millones de dólares.

## Características
QANDA cuenta con búsqueda de soluciones basada en OCR, tutoría individual de preguntas y respuestas y un temporizador de estudio.
En 2021, QANDA lanzó funciones adicionales, incluido el modelo de Suscripción Premium que ofrece conferencias en microvideo de "tamaño de byte" ilimitadas y la función de Comunidad que mejora el aprendizaje colaborativo.
QANDA lanzó QANDA Tutor, un servicio de tutoría 1:1 basado en tabletas.
En 2022, QANDA lanzó una función de preparación para exámenes que ofrece materiales de exámenes a través de Internet. Esta función está disponible actualmente solo en Corea del Sur.